# Iwkowa (gmina)
Iwkowa est une gmina rurale du powiat de Brzesko, Petite-Pologne, dans le sud de la Pologne. Son siège est le village d'Iwkowa, qui se situe environ 18 km au sud de Brzesko et 53 km au sud-est de la capitale régionale Cracovie.
La gmina couvre une superficie de 47,19 km2 pour une population de 6 322 habitants (2016).

## Géographie
La gmina inclut les villages de Dobrociesz, Drużków Pusty, Iwkowa, Kąty, Połom Mały, Porąbka Iwkowska et Wojakowa.
La gmina borde les gminy de Czchów, Laskowa, Lipnica Murowana et Łososina Dolna.